# Azirin
Aziriny jsou tříčlenné nenasycené (obsahují dvojnou vazbu) heterocyklické sloučeniny s jedním dusíkovým atomem v cyklu, jejich nasyceným analogem je aziridin. Existují dva izomery azirinu: 1H-azirin, u kterého je dvojná vazba mezi dvěma uhlíky, je nestabilní a přeměňuje se na tautomerní 2H-azirin, u kterého je dvojná vazba mezi uhlíkovým a dusíkovým atomem.

## Příprava
2H-azirin se nejčastěji připravuje termolýzou vinylazidů, během reakce vzniká nitren jako meziprodukt.
Další možností je oxidace aziridinu.

## Reakce
Fotolýza azirinů (zářením s vlnovou délkou pod 300 nm) je velmi účinný způsob přípravy nitrylylidů, z nichž lze vytvořit další heterocyklické sloučeniny jako jsou pyrroliny.
Azirin je rovněž meziproduktem v Neberově přesmyku.